# Escuts i banderes de la Vall d'Albaida
Els escuts i banderes de la Vall d'Albaida són el conjunt de símbols que representen els municipis d'aquesta comarca.
En aquest article s'hi inclouen els escuts i les banderes oficialitzats per la Generalitat Valenciana i els que se van aprovar per l'administració de l'Estat abans de les transferències a la Generalitat Valenciana, així com altres que no han estat oficialitzats.

## Escuts oficials

Escut d'Agullent Rehabilitat el 10 d'abril de 1991.
Escut d'Aielo de Malferit Aprovat el 27 de febrer de 1995.
Escut d'Aielo de Malferit Aprovat el 6 de febrer de 2003.
Escut d'Alfarrasí Aprovat el 6 d'octubre de 1960.
Escut d'Atzeneta d'Albaida Aprovat el 29 de juny de 2007.
Escut de Bèlgida Aprovat el 9 de maig de 1968.
Escut de Bellús Aprovat el 7 d'octubre de 1963.
Escut de Beniatjar Aprovat el 13 de març de 2000.
Escut de Benicolet Aprovat el 4 de febrer de 1993.
Escut de Benissoda Aprovat el 26 de juliol de 1973.
Escut de Benissuera Aprovat el 29 de setembre de 2008.
Escut de Bocairent Rehabilitat el 9 de novembre de 2006.
Escut de Bufali Aprovat el 26 de gener de 1993.
Escut de Castelló de Rugat Aprovat el 16 de maig de 2007.
Escut de Fontanars dels Alforins Aprovat el 26 de febrer de 2016.
Escut de Guadasséquies Aprovat el 26 de febrer de 2016.
Escut de Llutxent Aprovat el 16 de juny de 1965.
Escut de Montaverner Aprovat el 4 d'abril de 2002.
Escut de Montitxelvo Aprovat el 30 de juliol de 2007.
Escut d'Ontinyent Aprovat el 13 d'agost de 1999.
Escut d'Otos Aprovat el 12 de juny de 1997.
Escut del Palomar Aprovat el 15 de novembre de 1999.
Escut de Pinet Aprovat el 13 de març de 2000.
Escut de la Pobla del Duc Aprovat el 15 de novembre de 1999.
Escut de Quatretonda Aprovat el 12 de febrer de 1982.
Escut del Ràfol de Salem Aprovat el 29 de juliol de 1987.
Escut de Rugat Aprovat el 8 de març de 2004.
Escut de Salem Aprovat el 31 de juliol de 2007.
Escut de Sempere Aprovat l'11 de juliol de 1963.
Escut de Terrateig Aprovat el 18 de gener de 1999.

## Escuts sense oficialitzar

Escut d'Albaida.
Escut de Benigànim.
Escut de Carrícola.
Escut de l'Olleria

## Banderes oficials

Bandera d'Aielo de Malferit Aprovada el 28 de juliol de 1995.
Bandera d'Aielo de Malferit Aprovada l'1 de juny de 2015.
Bandera de Benissuera Aprovada el 28 d'abril de 2009.
Bandera de Bufali Aprovada el 30 de novembre de 2016.
Bandera del Palomar Aprovada el 18 de setembre de 2003.
Bandera de Pinet Aprovada el 2 d'agost de 2007.
Bandera de la Pobla del Duc Aprovada el 27 de gener de 2003.
Bandera de Rugat Aprovada el 18 de gener de 2005.

## Banderes sense oficialitzar

Bandera d'Alfarrasí.
Senyera Reial, bandera tradicional d'Ontinyent.